# Radio Kranj
Radio Kranj – Gorenjski megasrček je slovenska radijska postaja, ustanovljena leta 1989, začel pa je oddajati 25. junija 1990. Oddaja na frekvenci 97.3 MHz. Od leta 2015 je del mreže Infonet. Ima status posebnega pomena.
Soočal se je s padanjem poslušanosti in izgubo, kar je privedlo do nakupa s strani Infoneta.

## Oddajanje
Na FM področju območje sprejema pokriva večino Gorenjske vse do Ljubljane. Oddajnika sta:
- Šmarjetna gora (97,3 MHz)
- Kranjska gora (88,6 MHz)

Digitalno radijsko omrežja DAB+ R2W; na frekvenci 227,360 MHz, oziroma na kanalu 12C, pokriva poleg Gorenjske tudi Primorsko in celotno zahodno polovico Slovenije:
- Krvavec
- Nanos
- Kuk
- Skalnica
- Tinjan
- Beli Križ

Poleg tega je spremljanje Radia Kranj mogoče po celem svetu preko spleta.